# Eduard Bendemann
Pour les articles homonymes, voir Bendemann.
Eduard Julius Friedrich Bendemann (né le 3 décembre 1811 à Berlin, mort le 27 décembre 1889 à Düsseldorf) est un peintre prussien, un représentant majeur de l'École de peinture de Düsseldorf.

## Biographie
Il est le fils du banquier juif Anton Heinrich Bendemann et de son épouse Fanny Eleonore, une fille du banquier Joel Samuel von Halle. La famille se convertit au christianisme avant sa naissance ; Eduard est baptisé et plus tard confirmé. Elle habite une grande maison bourgeoise et invite du monde comme Wilhelm von Schadow, dont Eduard fait la connaissance et qui sera son professeur à l'université des arts de Berlin. Avec Julius Hübner, qui épousera sa sœur Pauline, Bendemann entre à l'académie des beaux-arts de Düsseldorf en 1827.

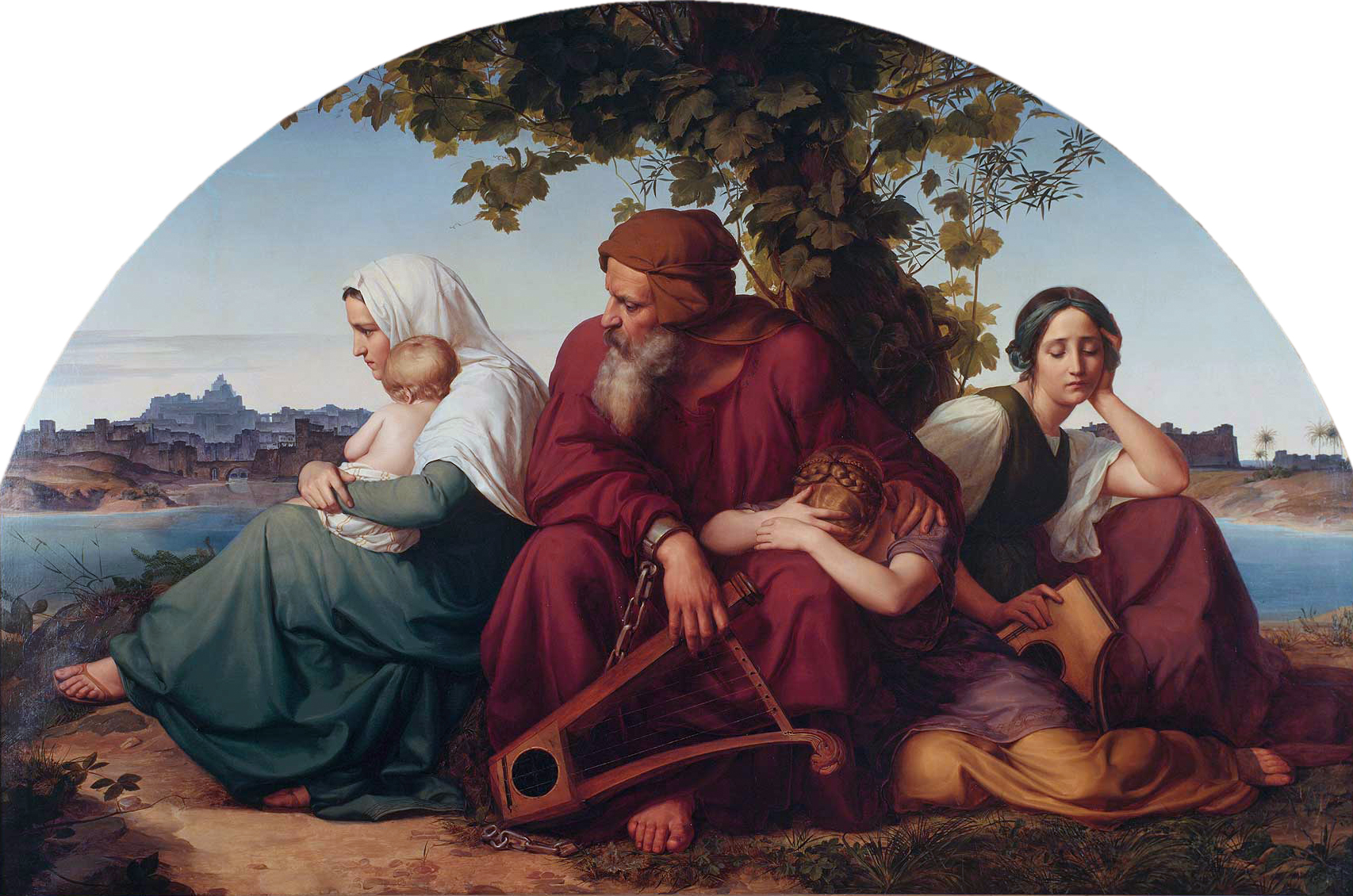
Les Juifs pleurants en Exil, 1832

En 1829, Bendemann accompagne Schadow dans son voyage d'études en Italie. Ils reviennent en Allemagne en 1831, Bendemann s'installe à Düsseldorf en tant que peintre indépendant. Il peint Les Juifs pleurants en Exil, qui obtient un grand succès à la grande exposition de Berlin l'année suivante. Une autre peinture monumentale Jérémie sur les ruines de Jérusalem (1835-36) est une commande du prince de Prusse Frédéric-Guillaume et exposée seule en 1836.
Bendemann entreprend un nouveau voyage d'étude en Italie et habite entre novembre 1829 et fin avril 1831 à Rome. Plus tard, il fait un voyage en France et réside à Paris.
En 1838, Bendemann est nommé chargé de cours à l'Académie des Beaux-Arts de Dresde. En 1859, il devient directeur de l'académie des beaux-arts de Düsseldorf, poste dont il démissionne en 1867 pour des raisons de santé. Il vient à Berlin. Dans la maison de son beau-père, Bendemann créé une fresque monumentale avec une représentation symbolique, Les Arts à la fontaine de la Poésie.
Il reçoit la commande de fresques pour le palais royal de Dresde. Dans la salle du trône, il représente de grands dirigeants, de Moïse à Albert III de Saxe. Sur le mur en face du siège, il fait quatre tableaux mettant en scène Henri Ier de Germanie. Dans la salle de bal, il imagine une vie des Grecs anciens de façon poétique.
Durant un séjour à Düsseldorf, il compose des fresques pour le hall du gymnasium de Klosterstraße symbolisant la science, le commerce, l'industrie et l'art. Les peintures de la salle Cornelius de l'Alte Nationalgalerie sont exécutées d'après son dessin par son fils Rudolf Bendemann, les frères Ernst et Fritz Roeber et Wilhelm Beckmann, représentant les forces de l'esprit et du génie devant l'art et la divinité.
Bendemann est aussi un portraitiste autant apprécié de la critique que du public. Ont été ses modèles l'éditeur Heinrich Brockhaus, les peintres Wilhelm Camphausen et Wilhelm von Schadow, l'historien Johann Gustav Droysen, le musicien Joseph Joachim et le prince Charles-Antoine de Hohenzollern-Sigmaringen.
Bendemann est membre de l'université des arts de Berlin, de l'académie des beaux-arts de Düsseldorf, l'école des beaux-arts de Cassel et de l'académie des beaux-arts de Munich.

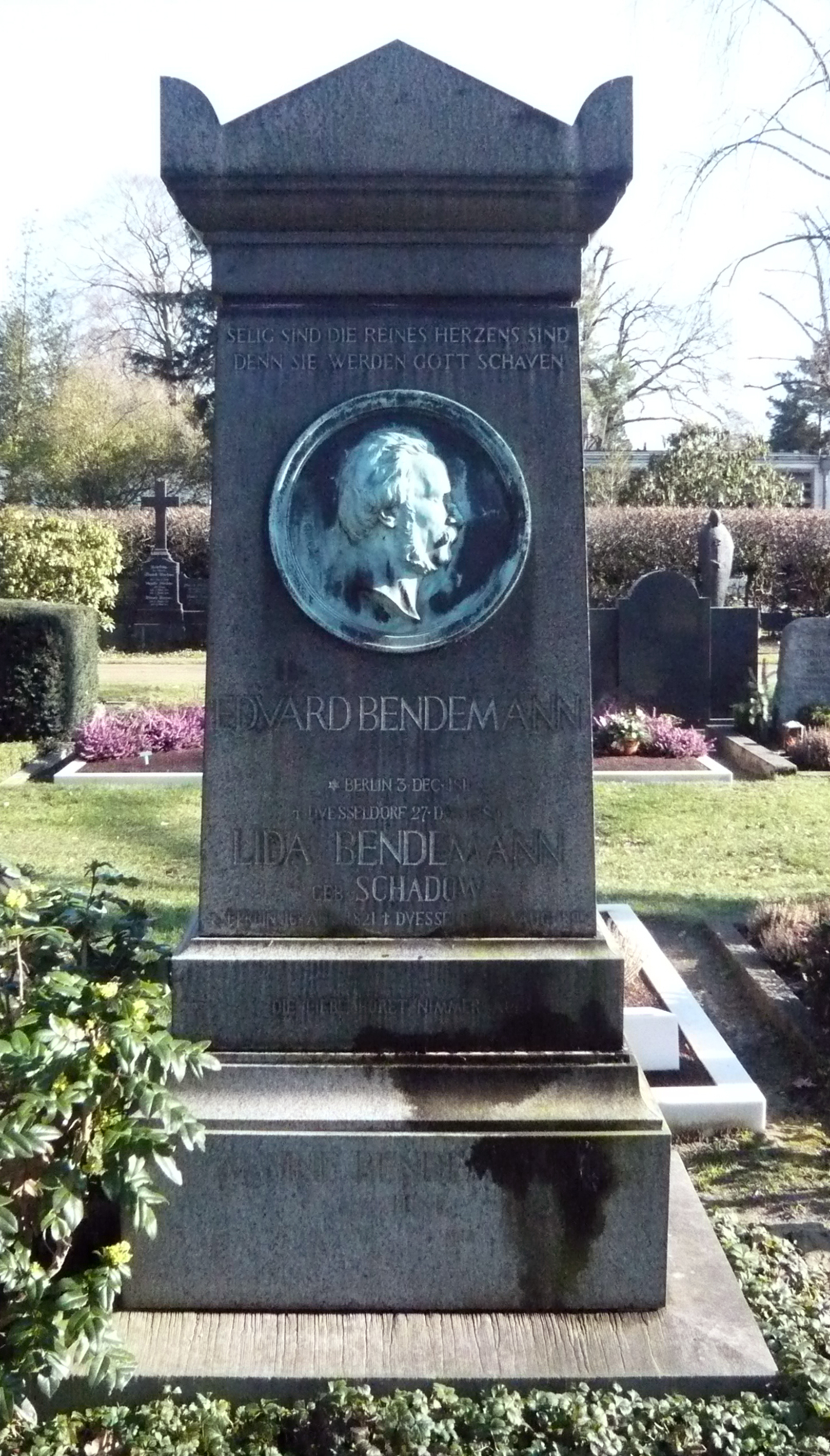
Sépulture au cimetière du Nord de Düsseldorf.

Il meurt quelques jours après son 78e anniversaire le 27 décembre 1889 dans sa maison du 7 Jägerhofstraße à Pempelfort (Düsseldorf), construite par les architectes Heinrich Joseph Kayser (de) et Karl von Großheim (de).

## Famille
Eduard Bendemann épouse le 28 octobre 1838 Lida Schadow (de) (1821–1895), la fille du sculpteur Johann Gottfried Schadow et la sœur de Wilhelm von Schadow. Ensemble, ils auront plusieurs enfants dont :
- Gottfried Arnold (1839-1925), officier ∞ Hedwig Krüger (Fils : Friedrich Bendemann (de))
- Marie (1841-1874) ∞ Otto Euler, juriste (Fils : Eduard Euler, peintre)
- Felix von Bendemann (1848-1915), officier de marine ∞ Helene Sophia Sturz, fille du consul général du Brésil à Berlin Johann Jacob Sturz (Leur fils Eduard, également peintre, épouse Margarete Susman)
- Rudolf (1851–1884), historien de l'art.

## Honneur
- Chevalier de l'ordre de Léopold (Belgique, 1851)[1].